# 異能使い
『異能使い』（いのうつかい）は、平野和盛とファーイースト・アミューズメント・リサーチが製作した現代伝奇物テーブルトークRPG（TRPG）。2003年にエンターブレインから書籍版として出版された。第一回ゲーム・フィールド大賞入選作。
2010年2月にルール第二版『異能使い 第二式』に移行している。

## 概要
現代の闇に隠れ潜む魔性や魔人を狩り出す異能者たちの活躍を描いた現代伝奇TRPG。プレイヤーキャラクター（PC）は超常の力「異能力」を持つ「異能使い」となり、様々な怪異を人知れず解決していく。
現代伝奇TRPGとはいっても、オカルトや歴史に関する知識は必ずしも必要ではなく、単純な超人バトルものとしても楽しめる。
もともとは同人TRPGとしてそれなりの人気があったゲームだったが、ゲーム・フィールド大賞に入選したことがきっかけで商品化された。なお、メインイラストを担当する有馬かつみも同人時代から『異能使い』のヴィジュアル部分に深く関わっている。
以下の記述は、基本的に現行（2012年6月現在）バージョン『第二式』に従っている。

## システム

### キャラクターメイキング
『異能使い』のPCは、「血脈」「異能力属性」「覚醒力」「始祖血統」「血統覚醒」「特徴」の6つによりキャラクターの基本形があらわされる。

#### 血脈
PCがどのような背景設定と異能力を持つかを決定するのが「血脈」である。血脈は以下に示す9種類が存在し、プレイヤーはうち一つを選択する。血脈によりPCは基本的な能力値が決定される。
- 神楽 - 「神楽」と呼ばれる異能の歌の唄い手。生来の唄い手の血脈は滅んでおり、現在は「人形」と呼ばれる後天的異能者のみが存在する
- 使役 - 魔性の使役者。魔性の制御は難しく、魔人に堕ちる者もいる
- 蒼血 - 天武八家など異能者の名家に連なる者
- 双手 - 2種類の異能力属性を使いこなす異能者（通常、異能力属性は1つしか使えない）
- 天禀 - 異能力の才能を持つ異能者
- 魔書 - 魔導書や呪符などを使いこなす者
- 妖精 - 通常は目に見えない妖精と交流でき、彼らの支援を受ける異能者
- 夜族 - 吸血鬼、人狼などの魔物
- 霊具 - 異能力を持つ器物の使い手。

#### 始祖血統
遥かな昔、世界の根源を知り“何か”に至った者たちがいた。彼らは最初に異能力に目覚めた者たちであり、異能使いの「始祖」と呼ばれる。始祖の数は8人とも9人とも言われ、9人説（『第二式』）に従えばそれぞれ「白」「赤」「紫」「青」「黒」「銀」「金」「緑」「無」と色で呼ばれる。
プレイヤーは無の血統を除く8種類から二つを選択する。始祖血統により血統覚醒が決定される。ルール第一版では「血脈」と呼ばれていた。

#### 血統覚醒
「血統覚醒」とは、始祖血統により1セッションに1回だけ使える必殺技のようなものである。
血脈覚醒は始祖血統に基づき二つ習得することができる。ルール第一版では「血脈覚醒」と呼ばれ、血脈に基づいて取得する仕組みであった。

#### 異能力属性
「異能力属性」はキャラクターの異能力のタイプを表すものである。全てのPCは「属性」を一つもっている。
属性は《光》《炎》《雷》《水》《影》《氷》《土》《風》《生命》《精神》の10種類があり、それぞれの属性ごとに使える「異能力」がリストとして揃っている。PCは経験点を消費することで自分の属性の異能力を習得することができる。
異能力はファンタジーRPGでいう魔法のようなものであり、《炎》の属性には火を操る異能力がいくつも揃っており、《雷》の属性には電撃を操る異能力が揃っている。PCはマジックポイントに相当する異能力コストを支払うことで、習得している異能力を使用できる。

#### 特徴
属性では表しきれない様々な特殊能力を表現するものが「特徴」である。
修行によって得た格闘センスをあらわす《戦闘訓練》や、社会的なコネの強さをあらわす《コネクション》、二つ目の「属性」を手に入れることができる《第二属性》、特殊な霊具を所持できる《霊具所持》、神楽の舞手として特別な異能力が習得できるようになる《神楽能力》など、様々な能力が「特徴」としてリスト化されている。
特徴は経験点を消費して習得するものであり、豊富に揃った特徴の中から経験点を支払える限りは自由に好きなものを習得することができる。

#### 真名ルール
『異能使い』にはキャラクターの姓名に自分の「属性」と関係するものをつけることで初期能力が若干強化されるというルールがある。
例えば「万田沙羅」（まんだ・さら）」という名前のキャラクターは、名前の「沙」にさんずい偏が混じっているために《水》属性を強化できる名前とみなすことができる。また、名→姓の順に発音すると「サラマンダー」となるため、《火》属性を強化できる名前とみなすことも可能だ。
キャラクターの名前と属性が関連づいているかどうかの最終判断はGMが行う。

### 行為判定
行為判定は上方判定に属する。ランダマイザーは基本的に6面体ダイス2個（2D6）である。2個のダイスの出目の合計が高ければ高いほど良い結果となる。クリティカル値とファンブル値は基本的にそれぞれ12、2だが、異能力や特徴によって変動する場合がある。
ただし、特別な異能力や特徴などを持っていれば、行為判定の後にもう一度何個かダイスを振り、その出目を前回の出目に足すことができる。これを「ブースト」（ルール第一版では「ダイスブースト」）という。

### 予感
『異能使い』というゲームの最大の特徴が「予感システム」である。
『異能使い』ではシーン制が導入されているのだが、GMはシーンを開始する際にそのシーンのテーマをキーワードで表現することになっている。このキーワードが「シーン予感」と呼ばれる。シーン予感に使用されるキーワードは「愛情」「友情」「信頼」「悲哀」「道標」「偶然」「保護」「興味」「共鳴」「競争」「崩壊」の11個で、他にGMがオリジナルのキーワードを作ってもよい。
「予感」はゲームリソースの一種としてPCも所持している。所持できる予感は3つで、キャラクターメイキング時にライフパスの「目覚め表」から1つ目、シナリオハンドアウトから2つ目（「シナリオ予感」と呼ぶ）を取得し、3つ目の予感として全PC共通で「偶然」を得る。なおルール第一版では、PCはセッション開始時に予感をランダムで3種類習得する仕組みになっていた。
ゲーム中にPCがシーンに登場したいときは、この予感を一つ支払う必要がある。このときに支払われた予感は「そのシーンの予感」として新しく設定される。こうしてシーン予感が追加で設定されたならば、GMはその予感に応じたイベントをアドリブでシーンに組み込むことが推奨されている。
予感システムはシーン制における「登場判定」のルールの一種ではあるのだが、使い方によってはプレイヤーがシナリオのストーリー展開に干渉できるルールとしても使うことが可能だ。

## 世界設定
『第二式』の時間設定はルール第一版の7年後という設定がある。

### 異能と魔性
「異能」とは、魔法や超能力などの「超常の力」を表す言葉である。これは努力や訓練により身につく力でなく血筋により発現する力であり、全ての異能使いたちはなんらかの異能の血脈の末裔ということになる。
この異能は時として暴走することがあり、暴走した異能は「魔性」と呼ばれる。人間である異能使いが魔性化することもあれば、人間以外の動物や植物、古道具のような物品、場合によっては方位の関係から空間そのものが魔性化してしまうこともある。
魔性となった存在は昏き本能に取り付かれ破壊活動を行うことが多い。人間社会にとっては害悪になる存在である。そして、魔性のもっとも恐ろしい性質は、人間が魔性を恐れる心を糧にしてさらに強力に成長することである。そのため、魔性や異能に関連した事件は隠匿され、公になることはない。
この魔性がより強力になったのが「魔人」である。魔人は人間以上の知性をもつが彼らの精神構造は魔性と同じく昏き本能に支配されており、基本的には人間社会のモラルとは相容れない存在である。
これら魔性や魔人を退治することが、このゲームのPCたちの基本的な目的となる。

### 異能使いの組織
この世界には、異能使いたちによる多くのコミュニティが存在している。その中でも、主に魔性の抹殺や犯罪異能者の取締に当たる組織を「異能機関」と呼ぶ。
天老院
日本の霊的守護を司る国家的な異能機関。旧名を「天狼院」といい、平安時代の陰陽寮に起源を持つ歴史ある集団である。「御前様」と呼ばれる人物を頂点に日本の多くの異能使いたちを統括していて、仕事を依頼したり物資や情報を提供したりしている。「鴉（からす）」と呼ばれる情報エージェントや戦闘部隊「陰陽局」、独立退魔部隊「カグツチ」を配下に持つ。
御前様
天老院の最高指導者たる「宗主」。創設時より「御前様」とのみ呼ばれ、その情報は秘匿されていたが、水の家系の当主・流の造反とオボロへの加担という重大事件を機に、当代の宗主は全世界の異能機関に結束を促すべく、その姿と名を公開した。
当代の宗主は名を「瑞星（みずほ）」といい、外見は15歳の少女だが、「銀の始祖」の力を身に宿す「隔世新祖」であると称している。情報公開後も天老院で異能使いたちの拝謁を受ける時は御簾で姿を隠し、指示は御側役（ルール第一版では間柴瞳子、『第二式』では氷室唯）を通して下す。「古狼」という狼を同伴しているが、『第二式』では氷室唯に預けている。

天武八家
日本の異能使いたちの社会で最も有力な8つの家系。上述の10異能力属性のうち《生命》《精神》を除いた8属性に対応する。各家間では序列（諸事情により変動）が存在する。分家も多く、八家と関係のある家柄の異能使いはそれだけでエリートの証である。天老院の上層部の役職にも八家の者がついていることが多い。天武八家と『第二式』基本ルールブック時点での序列は以下の通り。
1. 火神家
火の異能力の家系で、戦闘主体の一族。流の造反とオボロの台頭を機にカグツチを組織し、その戦果をもって天老院で最大の発言力を持つ。しかし当主・火神朱人やカグツチの強引な手法に反感を持つ者も多い。
2. 風間家
風の異能力の家系で、いわゆる遊撃部隊に相当する。過去に一族から多くの魔人を輩出してしまい不遇をかこっていた。現当主は先代当主の庶子・風間風華。
3. 九輝家
光の異能力の家系で、東北地方に封印されている古の魔人を監視している。先代当主の九輝巴が先代御影家当主の御影陣と駆け落ちして勘当されたため、巴の祖父・光宗が当主に復帰していたが、流の謀叛や火神家の台頭を憂慮した御前様の意向により、巴の双子の娘・白亜が光宗の養子となって当主を就いだ。
4. 氷室家
氷の異能力の家系で、九輝家の管轄以外の封印を監視する。その任務故に一族には夭逝者が多く、当主の氷室操も病臥しているため、操の妹・唯が当主を継ぐ運びになっていた。しかし唯が「あらゆる封印を破壊する」異能に覚醒し、しかも流の計画に利用されかかったため、御前様の保護下に置かれる事となり、操は病身を押して当主を続けている。
5. 伊綱家
雷の異能力の家系で、魔性関連事件の事後処理に当たる。当主は長く空席となっており、一族間で抗争が絶えない。
6. 土方家
土の異能力の家系で、伊綱家同様魔性関連事件の事後処理、特に関係者の記憶の抹消や情報隠蔽に当たる。現当主の土方尚也は、御影白亜が九輝家を継ぐまで最年少の天武八家当主であった。
7. （家名なし）
水の異能力の家系で、対外防衛を担当。他の七家と異なり当主は「永遠姫」と呼ばれる不老不死の人形から産み出され、永遠姫が次の当主を産むと死ぬ運命にある。この運命に抗った当代の当主・流は次代当主を次々と抹殺し、実に250年も生き続けてきたが、根本的な解決策として「水の当主はもちろん人間であることすら止め、魔人となる」計画を立てた。折しも氷室唯が結界破壊の異能に覚醒した事を知った流は、唯を利用して魔人の封印を解かせ、魔人と融合しようとした。この計画は天老院によって挫かれたものの、流自身は「自身が当主とならない限り死なない身体」を手に入れた。そしてオボロと結託して天老院への報復を企てつつ、完全なる魔人化を模索している。
8. 御影家
影の異能力の家系で、諜報や隠密行動が主体。前当主の御影陣が九輝巴との駆け落ち事件で廃嫡され、当主は陣の母・小夜が復帰しているが、影響力を拡大する火神朱人を牽制するべく動いた御前様の要請で陣は反火神家（実質的には反朱人）の異能者が追いやられていた陰陽局特務課の課長に就任して天老院に復帰。さらに双子の息子・朔也（九輝白亜の弟）が小夜の養子となり、次期当主と目されている。

第23能力開発研究所
異能や魔性について調査している研究機関。異能力を持つ実験体やエージェントを有しており、怪異な事件が起こると調査員として派遣される。
もとは天狼院の一部署であったが、幕末から明治維新にかけての機構改革により独立した。表向きは製薬会社や病院を装っている。「第23」という名数は、天狼院時代の組織名「天狼院幻枢局第二十三番能力開発組」に由来する。
六道学園
異能使いを養成するために作られた学園。幼稚園から大学院まである巨大な学校であり、素質のある者には特別なカリキュラムが設けられて、異能使いとしての訓練を受けさせている。生徒や職員の全てが異能使いであるわけではなく、中には異能機関の関係者や異能力に関係した事件に巻き込まれて記憶を消されなかった者などもいる。
対魔性組織「特別風紀委員会」、異能力関連のアイテムを管理する「特別管理委員会」、魔道書などの管理を行う「特別図書委員会」といった学園内組織が存在する。
夜族
吸血鬼や人狼などの伝説上の存在。彼らは時代がすすむにつれ人間社会の発展におされてその姿を人前から消し、夜闇の世界に隠れ住む者となってしまった。彼らは人よりも魔性に近い存在であり、古来から人に恐れられてきたが、必ずしも全ての夜族が魔性であるわけではない。
彼らは皆生まれついての異能使いである。中には人間社会に溶け込み、魔性と戦うために人間たちと協力するものもいる。
妖怪
人々が語る噂や伝承から生まれ出た怪異。魔性や異能のことを知らない無知な人間たちは古来より、自分たちには理解できない奇怪で異常な現象を象徴する超自然的存在を勝手に作り出していた。そのような、存在しないはずの怪物たちが、語り継がれることにより本当に誕生してしまったのが妖怪である。
同族たちの社会や歴史をもたず、ある日に突然として無から生まれ出る「存在するはずのない」存在である妖怪たちは、異能や魔性が闊歩するこの世界でさえ不可解な者たちである。
ワールドリンク
特定の組織やコミュニティに属していないフリーランスの異能使いたちが、仕事を効率よく行うために作り出した互助ネットワークの通称。組織というほど堅苦しいものでなく、異能使い同士が情報交換を行うための場のようなものである。御影陣はワールドリンクの日本支部長を務めており、彼が天老院に復帰したことで、ワールドリンクと天老院の関係はより強化された。

## 作品一覧

### ルール第一版
異能使い
基本ルールブック。2003年にエンターブレインより発売。ISBN 4-7577-1534-X
悪夢奏者　
サプリメント。2003年にゲーム・フィールドより発売。ISBN 4-907792-63-8。西洋世界の異能使いや魔性についてサポート。ケルトの魔女や法王庁のエクソシスト、西洋風のヴァンパイアやワーウルフ、そして妖精などがPCとしてプレイ可能になった。
妖異草子　
サプリメント。2005年にゲーム・フィールドより発売。ISBN 4-907792-78-6。『異能使い』の世界の妖怪についてサポート。妖怪を使役する術師や妖怪そのものをPCとして使用できる特徴が追加。
異能使い リプレイ 鳴神の巫女 　
リプレイ集。2005年にファミ通文庫（エンターブレイン）より発売。ISBN 4-7577-2435-7。「鳴神の巫女」(著：菊池たけし）、「漆黒の顎」（著：矢野俊策）の二本のリプレイを収録。

### 第二式
異能使い 第二式
基本ルールブック。ルール第一版から7年後という時代設定がある。2010年にエンターブレインより発売。ISBN 978-4-04-726421-2
妖異大戦　
サプリメント。2010年にエンターブレインより発売。ISBN 978-4-04-726618-6
デモンスレイヤー 〜葬魂鬼〜
リプレイ集。2010年にエンターブレインより発売。ISBN 978-4-04-726617-9。谷村直人による連作リプレイ2編（「果たせなかった約束」「運命（さだめ）を紡ぐもの」）を収録。